# Раздолье (Мордовия)
Раздолье — посёлок в Ромодановском районе Мордовии в составе Липкинского сельского поселения.

## География
Находится на расстоянии примерно 12 километров по прямой на запад от районного центра посёлка Ромоданово.

## История
Посёлок был в середине 1920-х годов. В 1931 году было в нём учтено 25 дворов.

## Население
Постоянное население составляло 47 человек (русские 94 %) в 2002 году, 25 в 2010 году.